# Puccinia actaeae-elymi
Puccinia actaeae-elymi ist eine Ständerpilzart aus der Ordnung der Rostpilze (Pucciniales). Der Pilz ist ein Endoparasit von Hahnenfußgewächsen und Quecken. Symptome des Befalls durch die Art sind gelbe Rostflecken und Pusteln auf den Blattoberflächen der Wirtspflanzen. Das Verbreitungsgebiet umfasst weite Teile Eurasiens.

## Merkmale
Puccinia actaeae-elymi ist mit bloßem Auge nur anhand der auf der Oberfläche des Wirtes hervortretenden Sporenlagern zu erkennen. Sie wachsen in Nestern, die als gelbliche bis braune oder schwärzliche Flecken und Pusteln auf den Blattoberflächen erscheinen.
Das Myzel von Puccinia actaeae-elymi wächst wie bei allen Puccinia-Arten interzellulär und bildet Saugfäden, die in das Speichergewebe des Wirtes wachsen. Ihre Pyknien sind gelblich. Die Aecien der Art wachsen in kreisförmigen Gruppen und bilden helle gelbe Flecken. Sie besitzen rundliche bis breitelliptische Aecidiosporen von 16–23 × 16–23 µm, die farblos und warzig sind. Die Uredien sind klein, punktförmig oder länglich und blassbraun. Ihre Uredosporen sind kugelig bis leicht elliptoid, 19–23 × 19–23 µm groß, hell bräunlich und warzig. Die Telien der Art sind punktförmig oder länglich und schwarz gefärbt. Die Teleutosporen sind zweizellig, variabel geformt und 33–47 × 14–21 µm groß. Sie sind braun, ihre Stiele sind hyalin und kurz.

## Verbreitung
Puccinia actaeae-elymi besitzt ein Verbreitungsgebiet, das sich über ganz Eurasien erstreckt.

## Ökologie
Die Wirtspflanzen von Puccinia actaeae-elymi sind als Haplont Hahnenfußgewächse (Ranunculaceae spp.) sowie Quecken (Elymus spp.) für den Dikaryonten. Der Pilz ernährt sich von den im Speichergewebe der Pflanzen vorhandenen Nährstoffen, seine Sporenlager brechen später durch die Blattoberfläche und setzen Sporen frei. Die Art verfügt über einen Entwicklungszyklus mit Pyknien, Uredien, Telien und Aecidien.